# Trường đua Red Bull Ring
Trường đua Red Bull Ring là một trường đua xe chuyên dụng nằm ở thành phố Spielberg, bang Styria, Áo. Trường đua hiện đang đăng cai hai chặng đua GP Áo của giải đua Công thức 1 và MotoGP Áo của giải đua MotoGP.
Red Bull Ring được xem là sân nhà của đội đua Red Bull Racing, mặc dù đội đua này đặt trụ ở ở Anh.

## Lịch sử

So sánh hình dạng và chiều dài của Österreichring (nhạt) và A1 Ring (đậm)

Trường đua được xây dựng vào năm 1969 với tên gọi là Österreichring (dài khoảng 5,9 km) và được đăng cai giải đua Công thức 1 liên tục từ năm 1970 đến 1987.
Năm 1995 trường đua được cải tạo, chiều dài được giảm xuống còn 4,3 km và được đổi tên thành A1 Ring, tiếp tục đăng cai F1 từ năm 1996-2003 và đăng cai MotoGP trong hai năm 1996-1997.
Năm 2008, hãng đồ uống Red Bull duyệt chi 70 triệu USD để nâng cấp trường đua một lần nữa. Đến năm 2011, trường đua cũng được đổi tên thành Red Bull Ring.
Từ năm 2014, Red Bull Ring chính thức trở lại lịch thi đấu giải đua F1. Hai năm sau Red Bull Ring tiếp tục giành được quyền đăng cai giải đua MotoGP.
Năm 2019, trường đua đặt tên góc cua số 1 là góc cua Niki Lauda để vinh danh tay đua huyền thoại người Áo, người mới qua đời cách đó không lâu.
Các năm 2020 và 2021, do ảnh hưởng của đại dịch COVID-19, trường đua được phép đăng cai 2 chặng đua Công thức 1 (thêm chặng đua GP Styria) và 2 chặng đua MotoGP (thêm chặng MotoGP Styria). Ở  chặng đua MotoGP Áo 2020  xảy ra một tai nạn nghiêm trọng giữa Franco Morbidelli và Johann Zarco, cả hai đều bị ngã và hai chiếc xe văng rất mạnh về phía trước, suýt va trúng Maverick Vinales và Valentino Rossi. Sự cố này khiến cuộc đua phải tạm dừng.
Để giảm thiểu nguy cơ xảy ra những tai nạn tương tự thì từ năm 2022, ban tổ chức đã chỉnh sửa lại một phần đường chạy của giải MotoGP (đường chạy của giải đua F1 thì vẫn giữ nguyên như trước).

## Các kỷ lục vòng chạy
Kỷ lục vòng chạy (đua chính) của các giải đua được tổ chức ở Red Bull Ring:
| Giải đua                                               | Thời gian                                | Tay đua                                  | Xe                                       | Sự kiện                                           |
| Kiểu đường hiện tại: 4.318 km (2016–nay)               | Kiểu đường hiện tại: 4.318 km (2016–nay) | Kiểu đường hiện tại: 4.318 km (2016–nay) | Kiểu đường hiện tại: 4.318 km (2016–nay) | Kiểu đường hiện tại: 4.318 km (2016–nay)          |
| ------------------------------------------------------ | ---------------------------------------- | ---------------------------------------- | ---------------------------------------- | ------------------------------------------------- |
| Formula One                                            | 1:05.619                                 | Carlos Sainz Jr.                         | McLaren MCL35                            | 2020 Styrian Grand Prix                           |
| GP2                                                    | 1:15.534                                 | Mitch Evans                              | Dallara GP2/11                           | 2016 Spielberg GP2 Series round                   |
| FIA F2                                                 | 1:15.854                                 | Nobuharu Matsushita                      | Dallara GP2/11                           | 2017 Spielberg Formula 2 round                    |
| Formula V8                                             | 1:17.038                                 | Roy Nissany                              | Dallara T12                              | 2016 Spielberg Formula V8 round                   |
| LMP2                                                   | 1:20.177                                 | Léo Roussel                              | Oreca 07                                 | 2017 4 Hours of Red Bull Ring                     |
| GP3                                                    | 1:20.275                                 | Leonardo Pulcini                         | Dallara GP3/16                           | 2018 Spielberg GP3 Series round                   |
| FIA F3                                                 | 1:20.968                                 | Oscar Piastri                            | Dallara F3 2019                          | 2020 2nd Spielberg Formula 3 round                |
| DTM                                                    | 1:23.442                                 | Mattias Ekström                          | Audi RS5 DTM                             | 2016 Spielberg DTM round                          |
| MotoGP                                                 | 1:23.827                                 | Andrea Dovizioso                         | Ducati Desmosedici GP19                  | 2019 Austrian motorcycle Grand Prix               |
| LMP3                                                   | 1:26.406                                 | Mikkel Jensen                            | Ligier JS P3                             | 2017 4 Hours of Red Bull Ring                     |
| FREC                                                   | 1:26.523                                 | Frederik Vesti                           | Tatuus F.3 T-318                         | 2019 Spielberg FREC round                         |
| GT3                                                    | 1:28.445                                 | Christian Engelhart                      | Lamborghini Huracán GT3                  | 2017 Spielberg ADAC GT Masters round              |
| Moto2                                                  | 1:28.687                                 | Marco Bezzecchi                          | Kalex Moto2                              | 2020 Styrian motorcycle Grand Prix                |
| Formula Renault 2.0                                    | 1:28.794                                 | Max Defourny                             | Tatuus FR2.0/13                          | 2016 Spielberg Formula Renault Eurocup round      |
| LM GTE                                                 | 1:29.043                                 | Matt Griffin                             | Ferrari 488 GTE Evo                      | 2021 4 Hours of Red Bull Ring                     |
| W Series                                               | 1:29.607                                 | Jamie Chadwick                           | Tatuus F.3 T-318                         | 2021 2nd Spielberg W Series round                 |
| Formula 4                                              | 1:30.109                                 | Fabio Scherer                            | Tatuus F4-T014                           | 2017 Spielberg ADAC Formula 4 round               |
| Ferrari Challenge                                      | 1:30.281                                 | Michele Gatting                          | Ferrari 488 Challenge Evo                | 2021 Spielberg Ferrari Challenge round            |
| MotoE                                                  | 1:35.161                                 | Eric Granado                             | Energica Ego                             | 2021 Austrian motorcycle Grand Prix               |
| Moto3                                                  | 1:36.058                                 | Izan Guevara                             | GasGas RC250GP                           | 2021 Austrian motorcycle Grand Prix               |
| TCR Touring Car                                        | 1:37.049                                 | Josh Files                               | Hyundai i30 N TCR                        | 2019 Spielberg TCR Europe round                   |
| GT4                                                    | 1:37.458                                 | Jan Marschalkowski                       | Mercedes-AMG GT4                         | 2021 Spielberg ADAC GT4 Germany round             |
| Kiểu đường A1-Ring/Red Bull Ring: 4.326 km (1996–2016) |                                          |                                          |                                          |                                                   |
| Formula One                                            | 1:08.337                                 | Michael Schumacher                       | Ferrari F2003-GA                         | 2003 Austrian Grand Prix                          |
| GP2                                                    | 1:15.757                                 | Alex Lynn                                | Dallara GP2/11                           | 2015 Spielberg GP2 Series round                   |
| GP3                                                    | 1:21.439                                 | Emil Bernstorff                          | Dallara GP3/13                           | 2014 Spielberg GP3 Series round                   |
| F2 (2009-2012)                                         | 1:22.448                                 | Mirko Bortolotti                         | Williams JPH1                            | 2011 Spielberg FTwo round                         |
| F3000                                                  | 1:22.794                                 | Tomáš Enge                               | Lola B02/50                              | 2002 Spielberg F3000 round                        |
| GT1                                                    | 1:30.364                                 | Bernd Schneider                          | Mercedes-Benz CLK LM                     | 1998 FIA GT A1-Ring 500km                         |
| Formula 3                                              | 1:24.874                                 | Gustavo Menezes                          | Dallara F312                             | 2015 Spielberg F3 European Championship round     |
| DTM                                                    | 1:25.266                                 | Mike Rockenfeller                        | Audi RS5 DTM                             | 2014 Spielberg DTM round                          |
| 500cc                                                  | 1:28.666                                 | Mick Doohan                              | Honda NSR500 (NV0X)                      | 1997 Austrian motorcycle Grand Prix               |
| GT2                                                    | 1:30.364                                 | Jamie Campbell-Walter                    | Lister Storm GT                          | 2001 FIA GT A1-Ring 500km                         |
| World SBK                                              | 1:30.447                                 | Pierfrancesco Chili                      | Ducati 916 R                             | 1998 Spielberg World SBK round                    |
| 250cc                                                  | 1:32.392                                 | Loris Capirossi                          | Aprilia RS250                            | 1997 Austrian motorcycle Grand Prix               |
| N-GT                                                   | 1:35.453                                 | Luca Riccitelli                          | Porsche 911 (996) GT3-RS                 | 2001 FIA GT A1-Ring 500km                         |
| 125cc                                                  | 1:39.596                                 | Valentino Rossi                          | Aprilia RS125                            | 1997 Austrian motorcycle Grand Prix               |
| TCR Touring Car                                        | 1:39.764                                 | Gianni Morbidelli                        | Honda Civic TCR (FK2)                    | 2015 TCR International Series Red Bull Ring round |
| Kiểu đường Österreichring: 5.941 km (1977–1995)        |                                          |                                          |                                          |                                                   |
| Formula One                                            | 1:23.357                                 | Nelson Piquet                            | FW11B                                    | 1987 Austrian Grand Prix                          |
| Kiểu đường ban đầu: 5.911 km (1969–1976)               |                                          |                                          |                                          |                                                   |
| Formula One                                            | 1:34.850                                 | Niki Lauda                               | Ferrari 312T                             | 1975 Austrian Grand Prix                          |